# Panca-tanmatra
I panca-tanmatra, secondo il sistema ayurvedico sono le cinque essenze sottili che sono alla base della genesi dei fenomeni nell'ultimo stadio dell'evoluzione, ovvero di:
- i cinque elementi grossolani (panca-mahabhutani)
- i cinque organi di percezione (panca-jnanendriyani)

I tanmatra sono cinque:
- sabda-tanmatra: energia sottile che dà origine al suono, il suo organo di percezione è l'orecchio (srotra) ed il suo elemento principale è l'etere (akasha)
- sparsa-tanmatra: energia sottile che origina il tatto, il suo organo di percezione è la pelle (tvac) ed il suo elemento principale è l'aria (vāyu)
- rupa-tanmatra: energia sottile che origina la vista, il suo organo di percezione sono gli occhi (caksu) e il suo elemento è il fuoco (tejas)
- rasa-tanmatra: energia sottile che origina il gusto, il suo organo di percezione è la lingua (jihva) ed il suo elemento è l'acqua(jala)
- gandha-tanmatra: energia sottile che origina l'odorato, il suo organo di percezione è il naso (ghrana) ed il suo elemento principale è la terra (prithvi)